# Fontenay-Mauvoisin
Fontenay-Mauvoisin település Franciaországban, Yvelines megyében. Lakosainak száma 449 fő (2022. január 1.). Fontenay-Mauvoisin Buchelay, Favrieux, Jouy-Mauvoisin, Magnanville, Perdreauville és Soindres községekkel határos.

## Népesség
A település népességének változása:
| Lakosok száma | 409  | 380  | 377  | 362  | 387  | 377  | 401  | 425  | 449  |
|               | 2013 | 2015 | 2016 | 2017 | 2018 | 2019 | 2020 | 2021 | 2022 |